# Milagro económico coreano

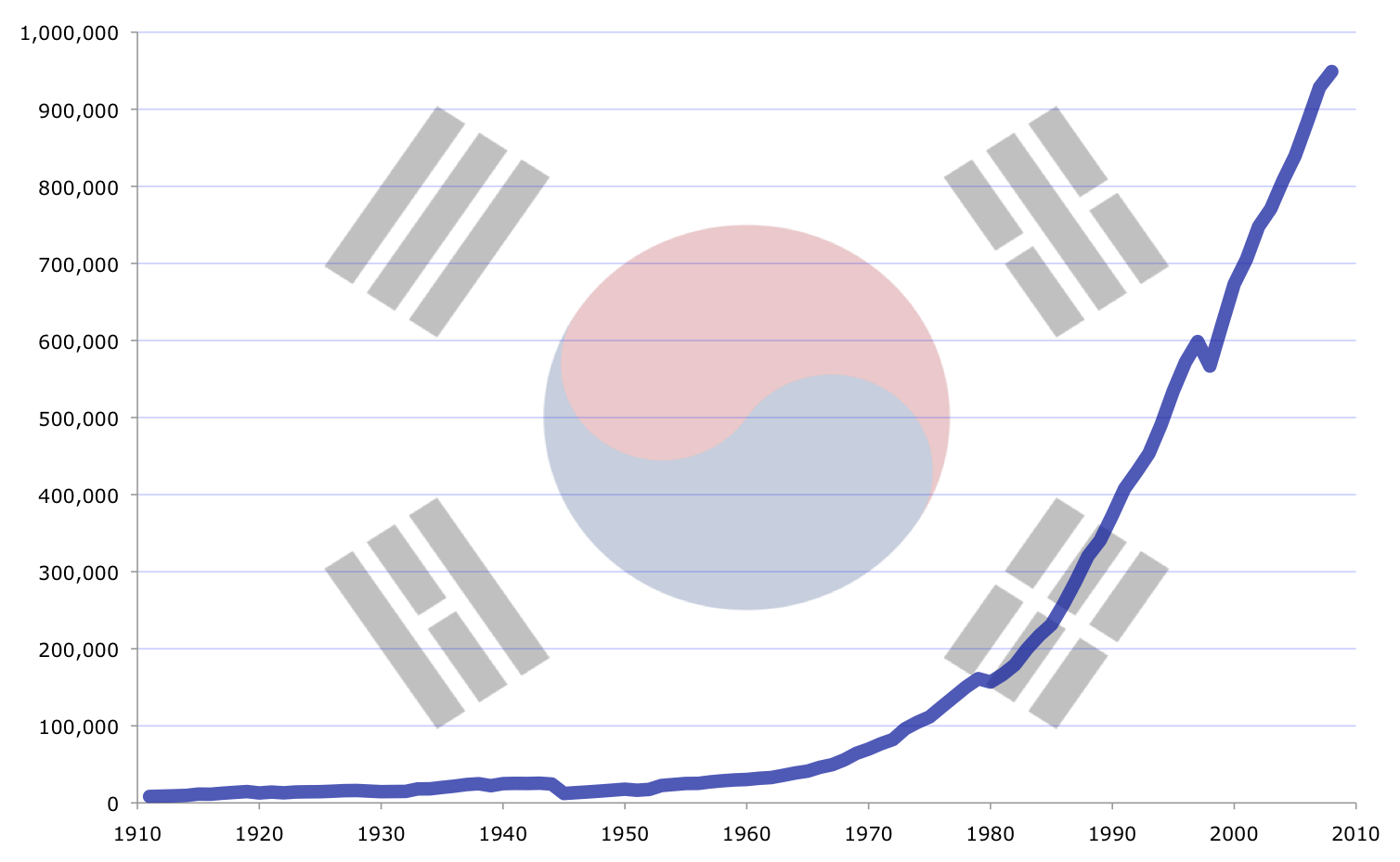
Crecimiento del producto interior bruto surcoreano entre 1911 y 2008.

Se conoce por milagro económico coreano al crecimiento económico experimentado en Corea del Sur entre 1953 y 1996. Localmente recibió el nombre de milagro en el río Han (en coreano: 한강의 기적 Hangangui Gijeok). En ese periodo el país, y sobre todo su capital, Seúl, experimentaron un proceso muy rápido de industrialización, desarrollo tecnológico y educativo, elevación de la calidad de vida y urbanización, incluyéndose la construcción de multitud de rascacielos. El proceso sacó al país de la pobreza y la destrucción que vivía en la guerra de Corea y lo convirtió en una economía desarrollada.
Desde el año 1912, la economía del país se encontraba totalmente estancada e inmóvil, revisando el PIB per cápita de los años 1911-1952, se puede observar que este valor solamente oscila entre $916 y $2.107 en 42 años. Al terminar el año 1953, Corea del Sur termina la guerra con un PIB real per cápita ajustado a inflación de $1.111,56 USD a precios 2017, y desde ese año, la economía de los surcoreanos no pararía de crecer.